# بيلي موران
بيلي موران (بالإنجليزية: Billy Moran)‏ هو لاعب كرة قاعدة أمريكي، ولد في 27 نوفمبر 1933 في مونتغومري في الولايات المتحدة.

## وصلات خارجية
- بيلي موران على موقعبيزبول رفرنس.كوم (الدوري الرئيسي) (الإنجليزية)